# Pennygown Chapel

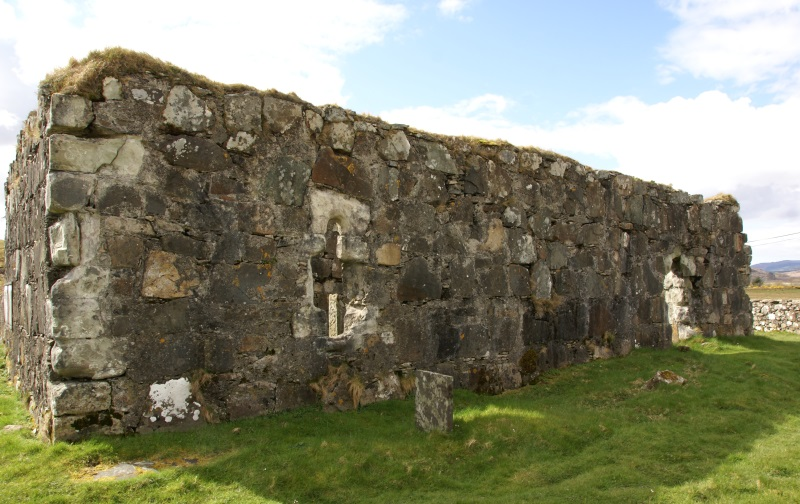
Pennygown Chapel vanuit het noordoosten.

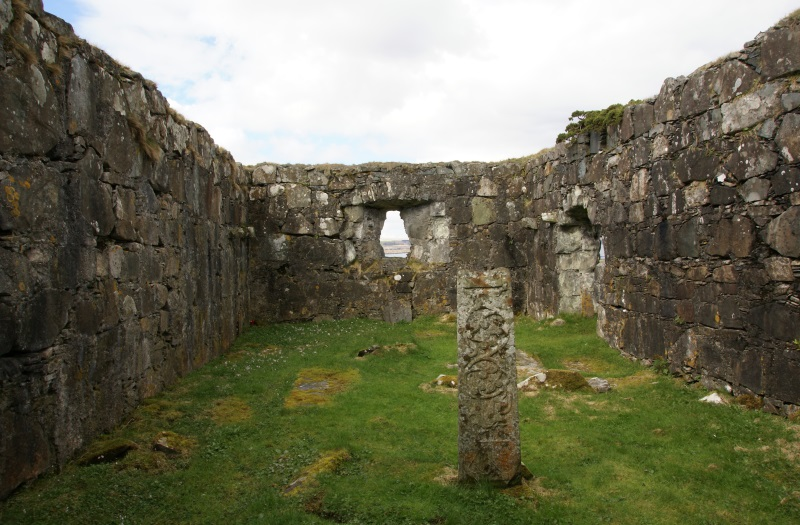
Interieur van de kapel kijkende naar het westen. Vooraan staat het overblijfsel van het Pennygown Cross.

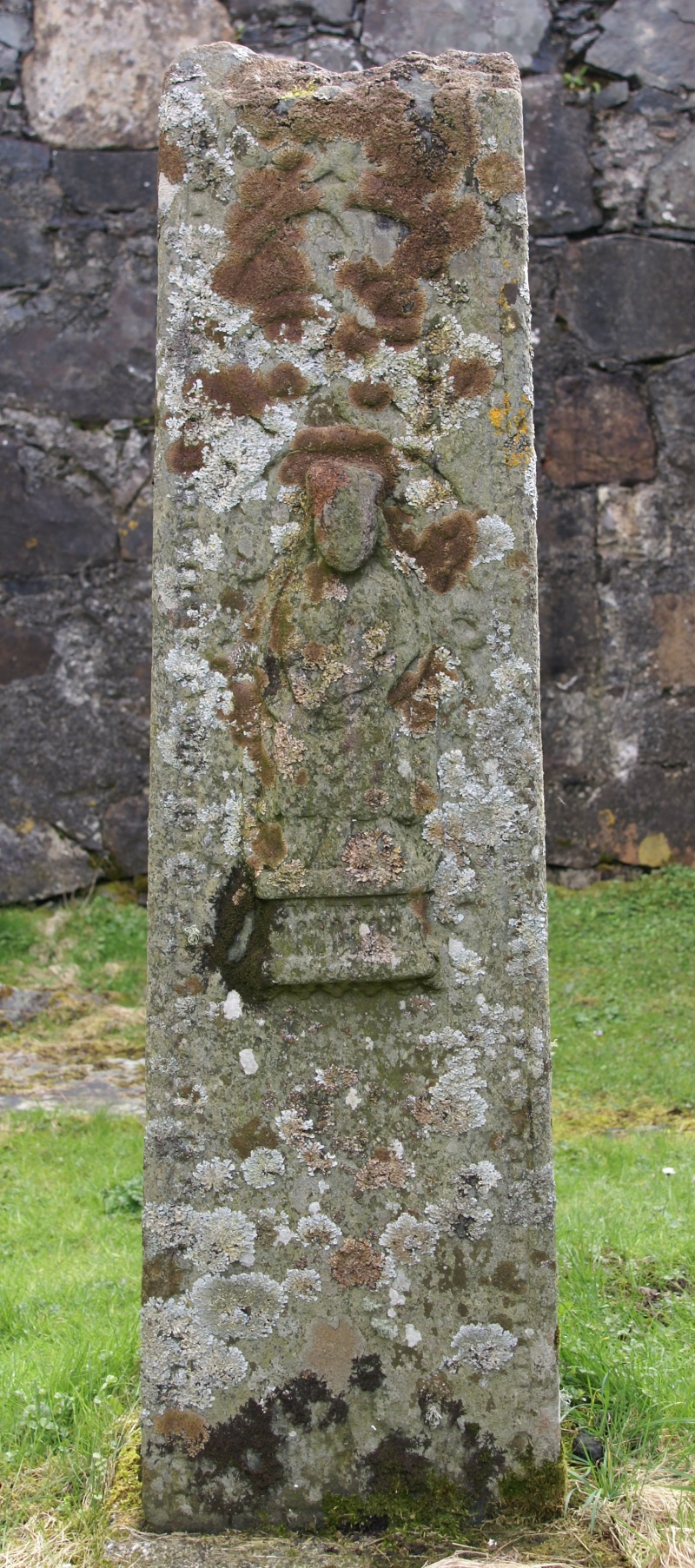
Het zestiende-eeuwse Pennygown Cross: de voorzijde met een afbeelding van een getroonde Maagd Maria met Christuskind.

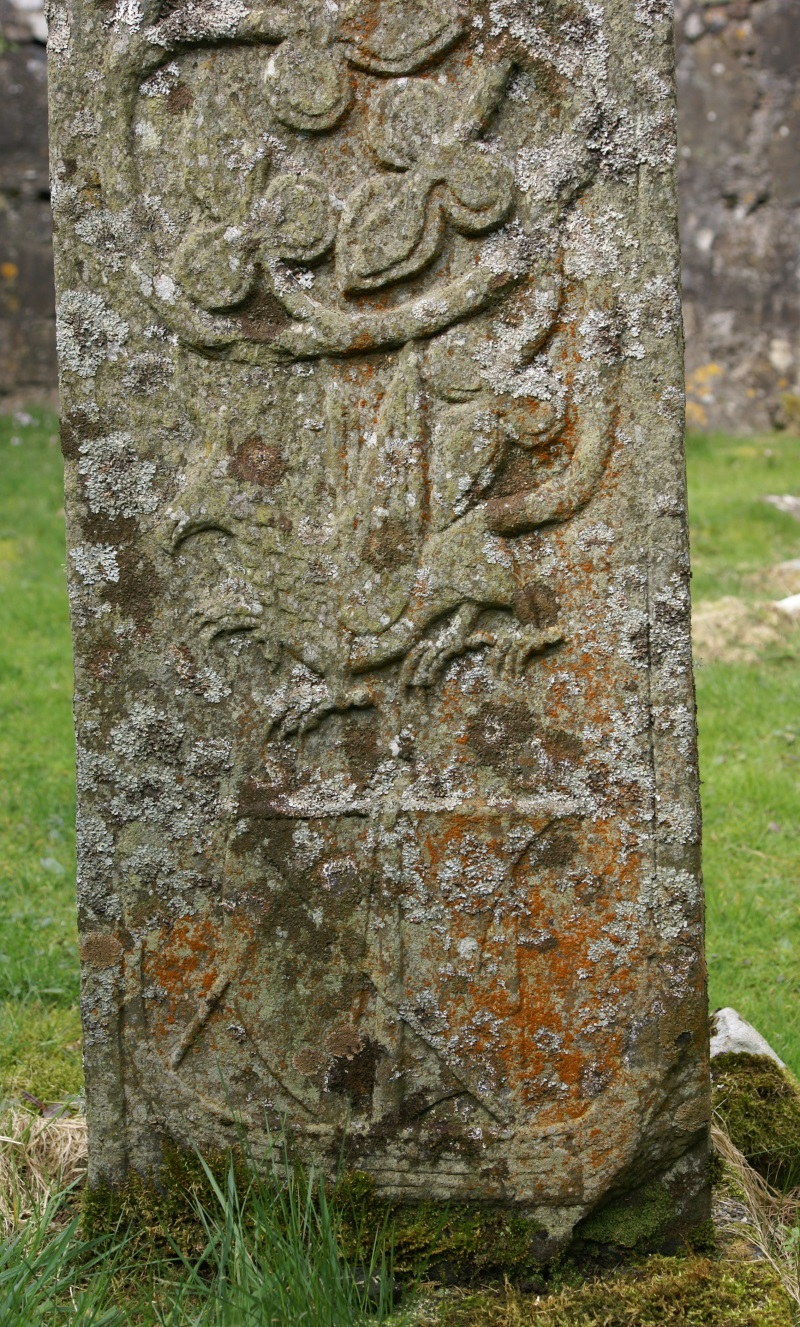
Pennygown Cross: achterzijde met griffioen en zeilende galei.

Pennygown Chapel is (de ruïne van) een vroeg dertiende-eeuwse kapel, 3,5 kilometer ten oosten van Salen op Mull in de Schotse regio Argyll and Bute. In de kapel bevindt zich het restant van het zestiende-eeuwse Pennygown Cross. Zowel de kapel als het kruis zijn een Categorie B-monument.

## Kapel
Pennygown Chapel werd in de vroege dertiende eeuw gebouwd en werd vermoedelijk in de zestiende eeuw verlaten. De kapel werd gebruikt door het noordelijk deel van de parochie van Torosay. In 1787 was de kapel in ieder geval niet meer in gebruik. Het is onbekend aan wie de kapel was gewijd.
Pennygown Chapel heeft een rechthoekige plattegrond en is oost-westelijk georiënteerd. De kapel is 11,9 meter bij 5,4 meter groot. De muren variëren in dikte tussen 0,7 en 0,9 meter. De muren zijn nog min of meer op oorspronkelijke hoogte, doch de gevels zijn deels verdwenen. De ingang van de kapel bevindt zich aan het westelijk uiteinde van de noordelijke muur. De kapel heeft drie nauwe ramen: twee tegenover elkaar in de oostelijke uiteinden van de muren en eentje in de westelijke gevel. In de oostelijke muur bevindt zich een kastruimte in de muur (aumbry). Twee paar kraagstenen in de zijmuren ten westen van de ingang dateren vermoedelijk uit de late middeleeuwen en dienden om een galerij te ondersteunen.
Om de kapel bevindt zich een begraafplaats.

## Pennygown Cross
In de kapel staat de deel van een schacht van een kruis, dat bekendstaat als het Pennygown Cross. Dit kruis, daar geplaatst op een moderne basis in 1925, dateert uit de periode 1500-1560. Deze schacht is 1,3 meter hoog en 0,38 meter breed.
Het Pennygown Cross heeft op de voorzijde een voorstelling van de Maagd Maria met het Christuskind op schoot, uitgewerkt in hoog reliëf. Zij zit op een troon, waarvan het podium is versierd. De onderzijde van de troon is versierd met een zogenaamd hondetand-motief. Hoewel het gezicht van de figuur is geërodeerd zijn er details van de hoofdbekleding en van de draperie bewaard gebleven. Onder de troon bevond zich een inscriptie in het zogenaamde black letter-lettertype. Het gebruik van dit lettertype plus het gebruik van het hondetand-motief wijst erop dat het kruis stamt uit zestiende eeuw. De inscriptie beslaat vier regels, door erosie zijn slechts de eerste drie woorden nog leesbaar.
De inscriptie luidt:hec est [cr]ux [.] / ... (vertaald: Dit is het kruis van ...).
Op de achterzijde van het Pennygown Cross staat een galei afgebeeld met haar zeilen opengevouwen, een griffioen en een simpele plantenversiering.
Het Pennygown Cross is vermoedelijk werk van de Iona-school of van de Oronsay-school. De griffioen lijkt dusdanig op de griffioen die is afgebeeld op het kruis van de abt John MacKinnon op Iona dat het vrijwel zeker het werk moet zijn van dezelfde beeldhouwer, al is het mogelijk dat hij al verhuisd was naar Oronsay toen hij het Pennygown Cross maakte, aangezien de afbeelding van een galei met de zeilen opengevouwen - in plaats van dichtgevouwen - een favoriet motief was van de Oronsay-school.

## Grafstenen
Op de begraafplaats bevinden zich twee zeventiende-eeuwse gisanten, een stelt een man voor, de ander stelt een vrouw voor. Beide grafstenen zijn twee meter lang. Verder bevinden zich er twee achttiende-eeuwse grafstenen voorzien van afbeeldingen van schilden en inscripties.
Ook bevinden zich er verschillende tafeltombes uit de achttiende eeuw, waarvan een aantal van de familie MacLean.
Een vrijstaand 'gevel-monument' is voorzien van een paneel met familiewapens en een inscriptie in een groot zandstenen tablet en dateert uit 1763.

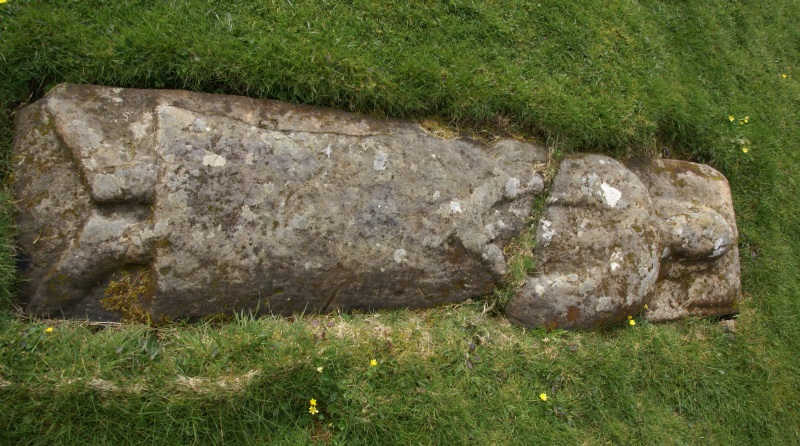
Zeventiende-eeuwse gisant van een vrouw.
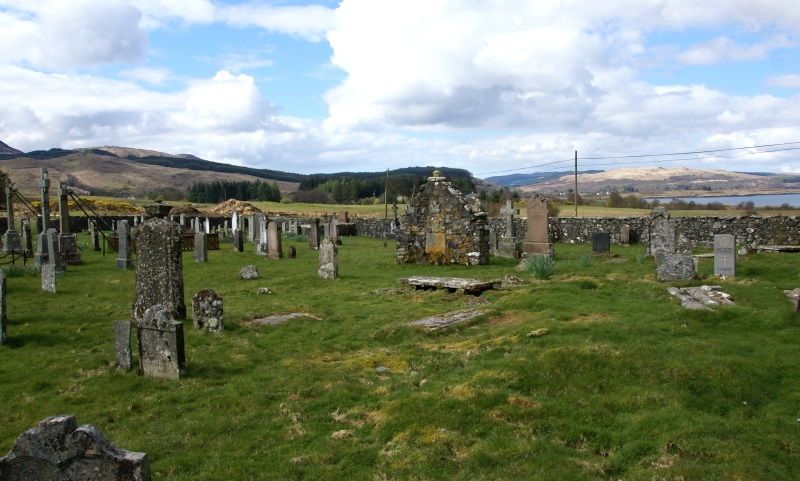
De begraafplaats met in het midden een 'gevel-monument' uit 1763, ervoor een tafeltombe en rechts een gisant.